# Streptaxoidea
Streptaxoidea J.E. Gray, 1860 è una superfamiglia di molluschi gasteropodi polmonati dell'ordine Stylommatophora.

## Tassonomia
La superfamiglia comprende due famiglie:
- Diapheridae Panha & Naggs, 2010
- Streptaxidae J.E. Gray, 1860